# Донбаська операція (1943)

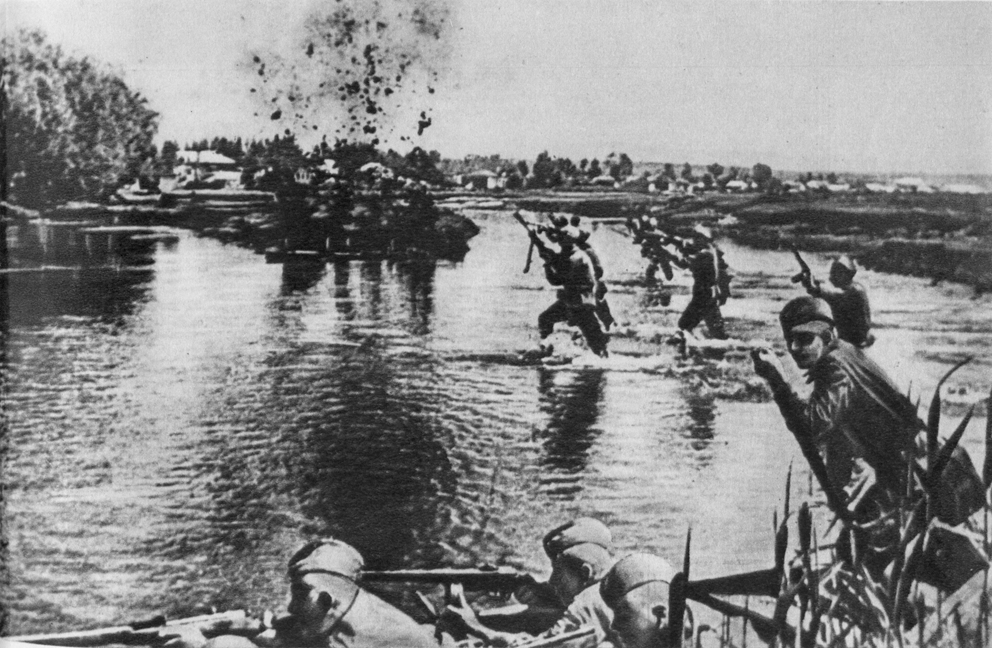
Дії частин Радянської Армії Південно-Західного фронту на Дінці в кінці літа 1943 року

Не варто плутати з Донбаськими операціями 1941 та 1942 років
Донбаська операція (13 серпня — 22 вересня 1943) — наступальна операція Червоної армії (Південний та Південно-Західний фронт) проти військ Третього Рейху (група армій «Південь»).

## Хід операції
Донбаська операція почалася 13 серпня 1943 року наступом правого крила Південно-Західного та Південного фронтів радянських частин, які брали участь у вигнані нацистських окупантів із Харкова. На річці Міус було призупинено подальший наступ радянських військ військами СС та групою армій «Південь». Найбільші втрати німецьким дивізіям наносили 2-га та 5-та гвардійські армії.
Проте 16 серпня перейшли у наступ війська Південного фронту, які прорвали німецьку оборону. 30 серпня було звільнено місто Таганрог. Ліквідація Таганрозького угруповання німецької армії завершила розгром Міус-фронту.
1 вересня німецькі війська почали відступ з Донбасу та всього фронту. 3 вересня радянські війська визволили місто Дебальцеве, 4 вересня було визволено Горлівку, 6 вересня – Макіївку. 8 вересня війська РСЧА оволоділи центром Донбасу — Сталіно.
Переслідуючи противника, війська Південно-Західного фронту 22 вересня відкинули його за Дніпро, на ділянці Дніпропетровськ-Запоріжжя. Війська Південного фронту в той же день вийшли до річки Молочна. Цим закінчилася Донбаська операція.

## Підсумок операції
Частини Південного фронту відбили супротивника до р. Молочної, війська Південно-Західного витіснили німців за Дніпро.
Радянські частини знищили 13 дивізій, з них дві танкові.